# Kar Snezhnyj
Kar Snezhnyj (englische Transkription von russisch Кар Снежный Kar Sneschny, deutsch ‚Verschneites Kar‘) ist ein Tal im ostantarktischen Mac-Robertson-Land. Es liegt auf der Südwestseite des Mount Borland am südlichen Ende des Lambert-Gletschers.
Russische Wissenschaftler benannten es deskriptiv.